# Mercado de Portugalete
El mercado de Portugalete fue un antiguo mercado de la arquitectura del hierro  de la ciudad española de Valladolid. Estaba situado en donde hoy se encuentra la plaza de Portugalete, en un lateral de la catedral de Valladolid.

## Historia

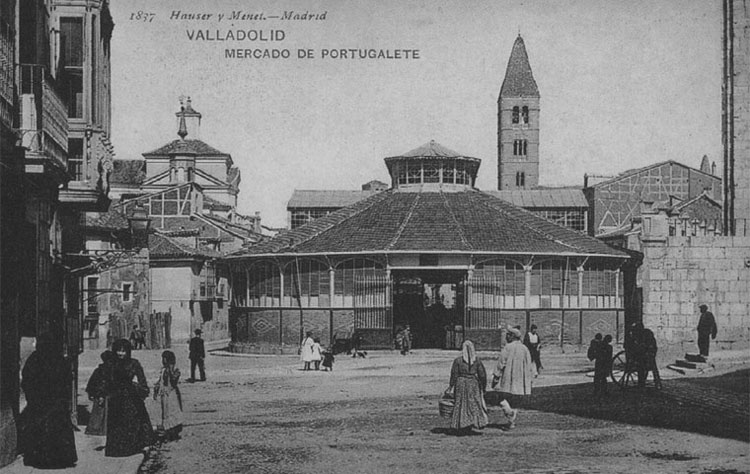
Antigua postal del mercado de Portugalete.

En  1856 el Ayuntamiento de Valladolid empezó a cavilar en edificar mercados, aunque por diverosos porblemas, hasta 1878 no se pudieron edificar los mercados de Val, del Campillo y de Portugalete, según los planos del arquitecto municipal Joaquín Ruíz Sierra. El mercado abrió en 1881. Tras años de funcionamiento, en 1974 se derribó, aduciendo su mal estado.

## Descripción

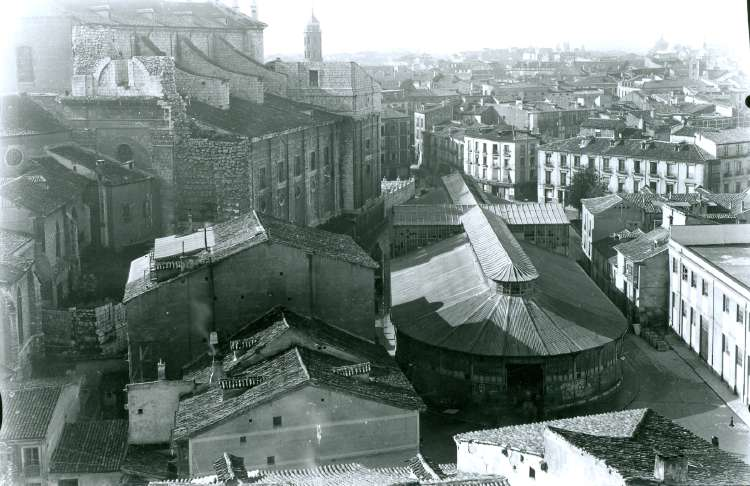
Foto antigua de la Catedral de Valladolid con las casas adosadas y el mercado de Portugalete, que fue derribado en 1974.

Estaba construido en hierro, con columnas y vigas de dicho material. Constaba de planta baja. Sus fachadas laterales presentan grandes aberturas entre columnas distribuidas en dos cuerpos gracias al uso de la estructura, con cristaleras, mientras que los basamentos del edificio.